# 德里克·约翰逊
德里克·约翰逊（英語：Derek Johnson，1933年1月5日—2004年8月30日），英国男子田径运动员，主攻800米跑。他曾代表英国参加1956年夏季奥林匹克运动会田径比赛，获得一枚银牌和一枚铜牌。